# 日本溶接協会規格の一覧
公開されている溶接規格の一覧を表す。

## 日本溶接協会規格（WES）
- WES番号 文献名	制定 最新改正 区分 備考
- WES0001 日本溶接協会規格作成基準 67.2.13 21.7.1 旧WES100
- WES0002 溶接材料規格の書き方 87.8.1 00.8.1
- WES0011 マイクロ接合用語 96.8.1
- WES1104 インプラント形溶接割れ試験方法 80.3.1 90.12.1
- WES1107 鋼板用スポット溶接電極の寿命評価試験方法 92.4.1
- WES1108 亀裂先端開口変位（ＣＴＯＤ）試験方法 95.2.1 16.1.1 第1刷以降正誤票(2020.10.09)
- WES1109 溶接継手のＣＴＯＤ試験方法 95.4.1 21.10.1
- WES1111 疲労亀裂伝播試験方法 14.1.1
- WES1112 金属材料の超音波疲労試験方法 17.3.1 22.3.1
- WES2015 ジルコニウム溶接継手の放射線透過試験方法 97.2.1	19.7.1
- WES2023 鋼管の長手溶接継手の超音波斜角探傷試験方法及び試験結果の等級分類方法 90.9.1
- WES2024 鋼板のＴ及び角溶接継手の超音波探傷試験方法並びに試験結果の等級分類方法 90. 9.1
- WES2031 溶接継手の外観試験方法 94.6.1 03.8.1
- WES2302 溶接材料の管理指針 95.11.1 12.10.1
- WES2801 ガス切断面の品質基準 63.2.19 80.12.1 旧WES118
- WES2803 圧力容器用鋼板の表面きずによる等級分類基準	64.6.5 90.12.1 旧WES151
- WES2805 溶接継手のぜい性破壊発生及び疲労亀裂進展に対する欠陥の評価方法	76.11.30 11.10.1
- WES2807 マグ溶接の全スパッタ量測定方法	92.4.1 00.8.1
- WES2808 動的繰返し大変形を受ける溶接鋼構造物のぜい性破壊性能評価方法 03.10.1 17.7.1
- WES2809 溶接材料の溶着速度及び溶着効率測定方法	00.8.1
- WES2810 鉛フリーはんだ対応はんだこて試験方法 12.1.1
- WES2815 ぜい性亀裂アレストじん性試験方法	14.1.1
- WES-TS2816 プレス切欠き曲げ試験片を用いたぜい性亀裂アレストじん性簡易試験方法	15.1.1
- WES2820 圧力設備の供用適性評価方法-減肉評価	15.6.1
- WES3001 溶接用高張力鋼板	60.12.21	12.03.1	旧WES135
- WES3003 低温用圧延鋼板判定基準	61.3.1	95.11.1 旧WES136
- WES3004 圧力設備用金属材料のきずの補修	61.11.30 13.6.1 旧WES137
- WES3008 鋼板及び平鋼の厚さ方向特性	81.10.1	99.3.1 ISO7778-1983翻訳版 正誤票(2019.3.15)
- WES3009 溶接割れ感受性の低い高張力鋼板の特性	83.4.1	98.4.1
- WES4101 超高張力鋼用被覆アーク溶接棒	65.11.16	16.10.1	旧WES156
- WES4102 すみ肉溶接用被覆アーク溶接棒	86.12.1	16.10.1
- WES5601 溶接溶剤の水分定量方法	78.10.1	00.8.1
- WES6203 シーム溶接機用ローラ電極の形状・寸法	71.1.1	89.7.26 旧WES161
- WES6206 抵抗溶接用電流計	93.1.1
- WES6601 数値制御切断機の精度検査	80.12.1	17.7.1
- WES6603 アイトレーサ式ガス切断機の精度検査	83.3.1	22.1.1
- WES7101 溶接作業者の資格と標準作業範囲	60.9.13	91.6.1 旧WES105
- WES7102 チタン及びチタン合金イナートガスアーク溶接作業標準	83.3.1	12.10.1
- WES7103 鋳鉄のガス溶接作業標準	86.6.1	12.10.1
- WES7104 鋳鉄の被覆アーク溶接作業標準	86.6.1	12.10.1
- WES7105 硬化肉盛被覆アーク溶接作業標準	91.5.1	12.10.1
- WES7301 スポット溶接作業標準（低炭素鋼及び低合金鋼）	79.12.1	20.7.1
- WES7302 スポット溶接作業標準（アルミニウム及びアルミニウム合金）	79.10.1		軽金属溶接構造協会 共通規格
- WES7303 スポット溶接作業標準 - ステンレス鋼	83.5.1	17.6.1
- WES7601 基礎杭打設時における溶接作業標準	82.10.1	15.10.1	全基連規準 1513
- WES7602 チタンクラッド鋼のイナートガスアーク溶接及びチタンライニング作業標準	86.10.1	12.10.1
- WES7700-1 圧力設備の溶接補修　第１部：一般	12.7.1	19.6.1
- WES7700-2 圧力設備の溶接補修　第２部：きず除去と肉盛溶接補修	12.7.1	19.6.1
- WES7700-3 圧力設備の溶接補修　第３部：窓形溶接補修	12.7.1	19.6.1
- WES7700-4 圧力設備の溶接補修　第４部：外面当て板溶接補修	12.7.1	19.6.1
- WES7901 余裕深度処分用処分容器溶接規格	11.2.1		第1刷正誤票(2011.3)
- WES7902 余裕深度処分用処分容器の溶接及び検査に関する作業標準	14.3.1
- WES8101 すみ肉溶接技能者の資格認証基準	72.4.13	21.10.1	旧WES123
- WES8102 溶接士技量検定基準（石油工業関係）	61.2.23	21.10.1	旧WES125 石油学会共通規格
- WES8103 溶接管理技術者認証基準	70.12.14	19.1.1	旧WES170K
- WES8105 ＰＣ工法溶接技能者の資格認証基準	75.10.13	98.1.1
- WES8106 基礎杭溶接技能者の資格認証基準　	82.10.1	21.10.1
- WES8107 溶接作業指導者認証基準	83.4.1	17.1.1
- WES8109 マイクロソルダリング技術要員認証基準	93.1.1	16.3.1
- WES8110 建築鉄骨ロボット溶接オペレータの技術検定における試験方法及び判定基準	00.12.1	20.3.1
- WES8111 建築鉄骨ロボット溶接オペレータの資格認証基準	00.12.1	20.3.1
- WES8201 手溶接技能者の資格認証基準	98.4.1	21.10.1	JIS Z 3801対応
- WES8205 チタン溶接技能者の資格認証基準	98.6.1	21.10.1	JIS Z 3805対応
- WES8208 電気事業法に基づく溶接士技能確認試験基準（発電用火力設備 民間製品認証非適用）	14.10.1	21.3.1
- WES8209 電気事業法に基づく溶接士技能認証試験基準（発電用火力設備 民間製品認証適用）	19.10.1	21.3.1
- WES8210 原子炉等規制法に基づく溶接士技能認証試験基準（原子力施設）	19.10.1	21.3.1
- WES8218 電気事業法及び原子炉等規制法に基づく溶接施工法確認，認証試験基準	14.10.1	21.3.1
- WES8221 ステンレス鋼溶接技能者の資格認証基準	98.6.1	21.10.1	JIS Z 3821対応
- WES8231 ラスチック溶接技能者の資格認証基準	98.6.1	21.10.1	JIS Z 3831対応
- WES8241 半自動溶接技能者の資格認証基準	98.4.1	21.10.1	JIS Z 3841対応
- WES8281-1 ISO9606-1に基づく溶接技能者の資格認証基準 -第1部：総則	15.7.1
- WES8281-2 ISO9606-1に基づく溶接技能者の資格認証基準 -第2部：標準溶接施工要領書による認証	15.7.1
- WES8281-3 ISO9606-1に基づく溶接技能者の資格認証基準 -第3部：外観試験及びマクロ試験	15.7.1
- WES8291 銀ろう付技能者の資格認証基準	98.6.1	21.10.1	JIS Z 3891対応
- WES8701 溶接構造物非破壊検査事業者等の認定基準	77.1.1	18.3.1
- WES8703 建築鉄骨溶接ロボットの型式認証における試験方法及び判定基準	00.12.1	20.10.1
- WES8704 建築鉄骨溶接ロボットの型式認証基準	00.12.1	20.10.1
- WES9002 溶接ヒュームなどに関する注意書の表示標準	76.11.1	12.3.1
- WES9009-1 溶接，熱切断及び関連作業における安全衛生　第１部：一般	07.5.1
- WES9009-2 溶接，熱切断及び関連作業における安全衛生　第２部：ヒューム及びガス	07.5.1	22.7.1
- WES9009-3 溶接，熱切断及び関連作業における安全衛生　第３部：有害光	07.5.1	20.1.1
- WES9009-4 溶接，熱切断及び関連作業における安全衛生　第４部：電撃及び高周波ノイズ	07.5.1	16.6.1
- WES9009-5 溶接，熱切断及び関連作業における安全衛生　第５部：火災及び爆発	07.5.1	19.1.1
- WES9009-6 溶接，熱切断及び関連作業における安全衛生　第６部：熱，騒音及び振動	07.5.1	19.1.1
- WES9010 自動遮光形溶接用フィルタ	04.5.01
- WES9020 高出力レーザ溶接及び切断の安全基準	14.1.1